# المنازل (يريم)

تعديل مصدري - تعديل

المنازل هي إحدى قرى عزلة بني عمر بمديرية يريم التابعة لمحافظة إب، بلغ تعداد سكانها 163 نسمة حسب تعداد اليمن لعام 2004.